# アメリカ合衆国における東アジア人のステレオタイプ
アメリカ合衆国における東アジア人のステレオタイプ (アメリカがっしゅうこくにおけるひがしアジアじんのステレオタイプ、英語: Stereotypes of East Asians) は、アメリカ合衆国での中国、日本、韓国、ベトナムなど東アジアからの移民1世、およびその子孫についての民族的ステレオタイプ。他の民族的ステレオタイプ同様、メディア、文学、映画などにしばしば登場する。これらのステレオタイプはアメリカ国内で広く集合的に内在し、移民およびその子孫たちに日常の交流、時事、政治において広くネガティブな影響を与えることもある。メディアでの東アジア人の描かれ方は、現実的で真実味のある文化、衣裳、行動というよりもむしろアメリカ文化中心主義を反映していることが多い。東アジア人は差別され、外国人嫌悪の増大により民族的ステレオタイプに関連してヘイトクライムの犠牲者となることもある。

## オリエンタリズム、神秘主義、エキゾチシズム
エドワード・サイードによると、「オリエンタリズム」は西洋が独自に解釈、あるいは「外国」、「未知」、「オリエント」、「東洋」と遭遇および経験したことからきている。サイードは「オリエント」はエキゾチシズム、ロマンス、貴重な経験を味わえる東アジアを表すヨーロッパ人による造語で、西洋の人々との対比の意味もあると語った。
西洋文化でのオリエンタリズムの影響には東アジア人および東アジア系アメリカ人の「アザリング」(他人化)を含む。西洋の習慣を「オーディナリー」(普通)とする一方、アジアの文化や生活習慣を「エキゾチック」(異国風)としている。また西洋文化が近代化で変化しやすいとされる一方、東アジア文化は伝統的であるとされることもある。

## 幼く見えるアジア人
東アジア人は未熟で幼稚に描かれ、真面目に受け取られない。ジョン・チョーは「アジア人の赤ん坊はとても可愛いと思われており、自分を含めてアジア人は皆ある程度幼く見られている。男性も女性も幼く見える。赤ん坊であればさらに幼く見せることができる。白人の赤ん坊よりも可愛らしく見せることもできる」と語った。幼く見えることによりアジア人は社会的自律性に乏しいと見なされる。アジア人は賢く物静かで他の民族に比べて攻撃的ではないと評価されることもある。アジア人は幼く見えるため、非力で行動性や管理能力に欠けると見なされることもある。

## 排斥および敵意のステレオタイプ

### 黄禍論

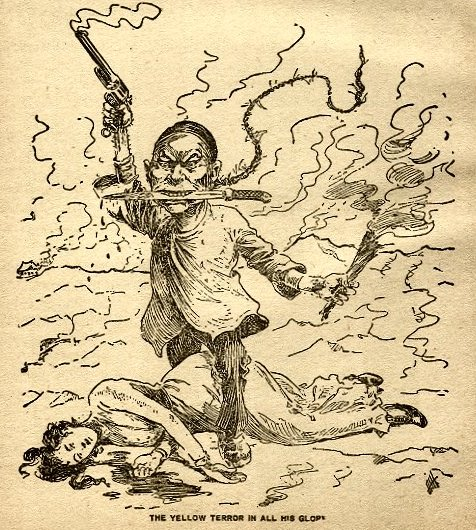
1899年の風刺画『The Yellow Terror in all his glory 」

19世紀終盤にピークとなった「黄禍論」は白人によるアジア人に対する脅威のことであり、特にオーストラリア、ニュージーランド、南アフリカ、カナダ、アメリカに居住する白人は大量に流入してきた東アジア人により圧倒され、外国文化や不可解な言語が国中に蔓延し、職を奪われ、最終的に西洋文化、生活様式、文化、価値が奪われ壊されるのではないかと危惧していた。また東アジア人社会が西洋社会に侵略および攻撃し、戦争が起こり、最終的に根こそぎ絶滅させられるのではないかと恐れていた。この頃、特にアメリカ合衆国西海岸の政治家、作家から多くの反アジア感情が表現され、「The Yellow Peril 」(黄色い危機、『ニューヨーク・タイムズ』(1886年))、「Conference Endorses Chinese Exclusion 」(中国人排斥を承認、『ニューヨーク・タイムズ』(1905年))などの見出しがつけられ、そしてのちに日本人排斥運動に繋がった。1924年、アジア人は「有害な」民族であると考えられ、アジア人排除法ができた。
オーストラリアでも同様の恐れがあり、1901年から1973年まで移民を制限する白豪主義が実施され、1980年代まで一部残存していた。2002年2月12日、ニュージーランドの首相ヘレン・クラークは「これまで人頭税を払ってきたのに差別されてきた中国人の方々そしてその子孫の方々」に向けて謝罪した。また中国人コミュニティへの支援および公平な扱いになるための和解として移民家族の代理人となるべく移民局大臣に任命されたことを発表した。20世紀初頭、カナダでは東アジア人移民には入国税が実施されていたが、2007年、政府は生存する入国税納税者およびその子孫に賠償し、公式に謝罪した。

### 永住外国人
アジア系アメリカ人は「アメリカ人」ではなく、「永住外国人」と広く見なされている。アジア系アメリカ人は自身や祖先がアメリカにどのくらいの期間住んでいるか、あるいはその社会の一部であるにもかかわらずしばしば他のアメリカ人から「元々どこの出身なのか」と聞かれることが報じられている。アジア系アメリカ人の多くはアメリカで生まれ育ち、移民ではない。
アジア系アメリカ人は居住期間や市民権の有無に関わらずアメリカ社会の多くから同化することができない「永住外国人」として見なされ、扱われ、描かれている。カリフォルニア大学バークレー校のアジア系アメリカ学名誉教授リン・チー・ワンは同様の視点について語った。アメリカでのアジア人コミュニティの主要メディアでの描かれ方は常に酷いと言い切った。また「主要メディアおよび為政者の視点では、アジア系アメリカ人は存在しないことになっている。彼らのレーダーでは感知しない。政治でも同様だ」と語った。
カリフォルニア大学ロサンゼルス校の研究者たちによるアジア系アメリカ人司法センター(AAJC)の研究『Asian Pacific Americans in Prime Time 』(プライムタイムのアジア太平洋系アメリカ人)によると、アジア系アメリカ人俳優はテレビであまり登場する機会がない。アメリカの総人口のうち5%がアジア系アメリカ人であるにもかかわらず、テレビでは2.6%しか登場しない。ニューヨークやロサンゼルスなどアジア系の割合が高い都市が舞台となってもアジア人役は少ない。

## モデル・マイノリティとしてのステレオタイプ
アジア系アメリカ人は「モデル・マイノリティ」として好意的なステレオタイプにもなっている。アジア人は一般的に勤勉、政治に攻撃的でない、勉強家、博識、生産的、無害であるとしてその社会的地位を上げている。しかしアジア系アメリカ人の一部はそうあるべきと要求されているように感じ、不正確であるとしてこのステレオタイプを排除する行動をする。学者、活動家、アメリカの主要メディアの多くはこのステレオタイプと実態は逆であるとして、アジア系アメリカ人の成功を誇張し誤認しているとしている。この誤認を明かそうとする者によると、モデル・マイノリティのステレオタイプはアジア系アメリカ人を他の少数民族から隔て、現在のアメリカでまだ正されていないアジア系アメリカ人の問題や欠如を覆い隠している。例えばアジア系アメリカ人が平均以上の収入を得ていると問題を目立たなくし、「竹の天井」のように経営者や重役などの最高レベルへの出世が阻害されるとの概念が広がっており、実際アジア系アメリカ人は白人の同僚と同じだけの給料を得るにはより高い学歴、より多くの労働時間が必要となる。
モデル・マイノリティのイメージはアジア系アメリカ人の学生にもダメージを与える。問題がないと思い込まれることは、実際に教育者に学問上困っているアジア系アメリカ人の学生を見落とさせる。
アジア系アメリカ人で25歳以上の25.2%が学士取得者であるのに対し、アメリカ人全体では15.5%しか学士取得者がいない。そのためアジア系アメリカ人が成功しているとの印象を与えている。しかしカンボジア系は6.9%、ラーオ族系は6.2%しか学士を取得していない。研究者によると、これはそれぞれの国の内戦からくる深刻な精神的問題や貧困に起因している。アジア系アメリカ人が成功していると見なすステレオタイプにもかかわらず、モン族系アメリカ人、難民や亡命者からなるアジア系アメリカ人の8割が失業している。
アジア系アメリカ人の犯罪率は、アメリカ国内の他の人種や民族と比較して極端に低い。しかしモデル・マイノリティに反した犯罪や非倫理的行動をすることもある。2007年、アジア系アメリカ人は不正行為、銃乱射事件、政治腐敗に携わった。チョ・スンヒによりバージニア工科大学銃乱射事件が起こされ、チョ自身を含む33名が亡くなった。コリアンアメリカンが起こした銃乱射事件にアメリカ社会は震撼した。他に、ヒラリー・クリントンへの巨額献金を行なった中国系のノーマン・シュー、サンフランシスコ行政官の中国系のエド・ジュウ、韓国の大統領李明博のビジネス・パートナーとなったロサンゼルス市議のKim Kyung Joonなどの逮捕が話題になった。また2007年、デューク大学フューク・スクール・オブ・ビジネスの経営学修士の主に東アジア系の学生34名が不正行為に携わった。うち9名が退学処分、15名が1年間の停学、残りが落第となった。
2013年、モデル・マイノリティのイメージは、ハーバード大学の3名が逮捕されるなどアジア系アメリカ人の学生によって失墜させられた。うちEldo Kimは最終試験の回避のため、ハーバード大学のキャンパスへの爆破予告で逮捕され、全国ニュースとなった。ミシガン大学卒業生Bosung Shimは医学大学院進学適性テストの点数を書き換えるためウエブサイトをハッキングし、連邦刑務所に処せられた。
他の影響としては、アジア系アメリカ人にはまだ差別の問題があるにもかかわらず、まるでないかのような扱いを受けることがある。人種差別のヒエラルキーが構築されており、アジア系アメリカ人は他の人種と比べて差別に関してそれほど重要視されていないことを問題としている。アジア系アメリカ人の成功および好意的なステレオタイプにより、人種差別やアメリカ社会において問題に直面していないと見なされ、アジア系アメリカ人のコミュニティは経済的平等、高学歴と考えられている。

## フィクションでの東アジア人の典型
フー・マンチューとチャーリー・チャンはアメリカ文化史において最も重要でよく知られた架空の東アジア人登場人物の2人となっている。20世紀初頭、フー・マンチューはサックス・ローマー、チャーリー・チャンはアール・ダー・ビガーズとどちらも白人作家により創作された。フー・マンチューは皮肉的、博識で世界征服をたくらむ中国人殺人者で、東アジア人の移民の未知からくる脅威の具象化であった。一方チャーリー・チャンは控えめで従順な中国系ハワイ先住民の探偵で、白人のアメリカ人により多くの差別的な侮辱を投げつけられつつ丁寧に問題を解決する、アメリカ人が考える典型的「良い」東アジア人である。どちらのキャラクターも多くの小説や映画で広く人気を獲得した。

### フー・マンチュー、「悪い」東アジア人
フー・マンチューと、彼を止めようとするイギリスのエージェントのデニス・ネイランド･スミスが登場する小説13作、短編3作、中編1作がある。イギリスとアメリカで何百万部も売り上げ、アメリカでは雑誌、映画、コミック、ラジオ、テレビなどにも登場した。大人気キャラクターとなり、フー・マンチューのイメージは典型的な「悪い」東アジア人として浸透していった。『The Insidious Doctor Fu-Manchu 』でサックス・ローマーはフー・マンチューを残酷で狡猾な男として描き、顔はサタンのようで黄禍論の具象化となっている。
サックス・ローマーは悪役のフー・マンチューと「黄色い危機(黄禍論)」の姿をした全ての東アジア人を表裏一体として描いている。またフー・マンチューには神秘主義およびエキゾチシズムの要素も描かれている。フー・マンチューは殺人をする際、実用性はない絹のロープなど東アジアの作法や特産品を用いて不必要に念入りに残酷な方法で行なう。満州民族であるが、その残酷さや狡猾さは全ての東アジア人の描写として誇張されている。
露骨な差別的台詞が(当時は差別と見なされていなかった)白人の主要登場人物により発せられる。フー・マンチューの独創的な殺人方法など、白人主要登場人物のデニス・ネイランド・スミスは東アジア人の知的、神秘的、エキゾチック、そしてとても残酷なステレオタイプの誇張された理知に不本意ながら敬意を表している。

### チャーリー・チャン、「良い」東アジア人

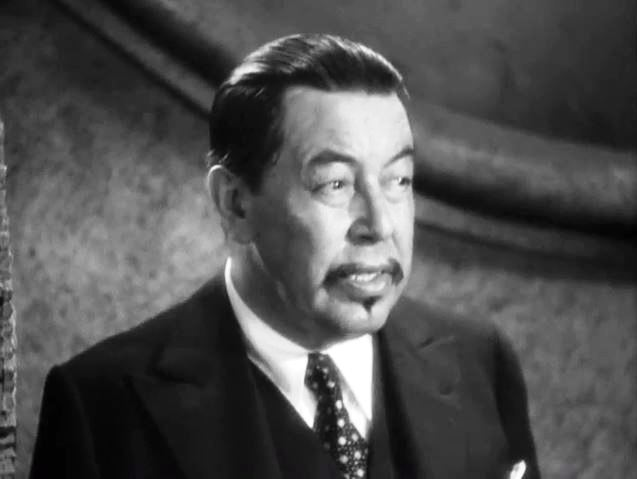
スウェーデン系アメリカ人俳優ウォーナー・オランド演じる、中国系ハワイアンのチャーリー・チャン。

実在の中国系ハワイアン警官チャン・アパナ(1871年-1933年)を大まかに基にし、作家アール・ダー・ビガーズが架空の人物チャーリー・チャンを創作した。1925年から1981年の間に小説10作、映画40作の他、コミック・ストリップ、ボードゲーム、カードゲームが作られ、1970年代にはアニメ化もされた。映画でのチャーリー・チャン役はウォーナー・オランド、シドニー・トラー、ロランド・ウィンターズなど通常白人俳優により演じられてきた。
中国人の悪役フー・マンチューと正反対に、東アジア系アメリカ人チャーリー・チャンは典型的「良い」東アジア人として描かれている。『鍵のない家』でチャーリー・チャンは「とても太っているが、女性のような軽やかで優美な歩きをする。頬は赤子のように丸々とし、肌は象牙のような色合いで、黒髪は短く整えられ、琥珀色の目は吊り上がっている」と描写されている。強い訛りのある英語で、文法も間違いだらけだが、大げさなほど丁寧で恐縮しがちである。ボストンの女性から差別的に侮辱された際、チャンは深くお辞儀をして大げさにへりくだって切り抜けた。
チャーリー・チャンは知性や能力を備えているにもかかわらず、態度の柔らかさ、控えめさ、そして申し訳なさそうな外見や行動により、主流の観客にとって脅威とならない東アジア人男性像と見られた。チャーリー・チャン作品の多くのプロットは、チャンが白人上司や差別主義者によって過小評価され、探偵捜査を成功させることでそれをひっくり返すという形を取る。多くの現代の批評家、特にアジア系アメリカ人批評家は、チャーリー・チャンには当時の白人探偵キャラクターが普通持っていた大胆さ、自己主張、恋愛体質に欠けると主張し、それによって「白人主義のアメリカは … 安心して私たち[アジア系]を、男として扱わないでおくことができる」と語った。チャーリー・チャンに多くの美点が与えられたことをフランク・チンやジェフリー・チャンは「差別者からの愛」と呼び、チャンがモデル・マイノリティであり、「ごますり野郎」だと主張している。
チャンというキャラクター自体がステレオタイプを固定化することもあった。チャンは小説作品の結末で毎回、中国の故事だとされる架空の金言を述べる。たとえば「万里の長城を建てた秦の始皇帝は「過去の栄光を語って今日という日を無駄にする者は、明日には誇れるものが何もない」と語った」というものである。フレッチャー・チャンは、ビガーズの小説のチャンは白人にこびへつらったりしないと述べている。『シナの鸚鵡』ではチャンは差別的発言を聞いて怒り、殺人犯を暴き出してから「ことによると、チャイナマンの話に耳を貸しても恥ずかしくはないのかもしれませんね」と言ってのける。

## 東アジア人男性

### セックス・シンボル
ハリウッド映画の初期の頃、早川雪洲などの東アジア人男性が魅了させていたが、嫉妬に遭うことがあった。

### 軟弱で魅力に欠ける男性像
1800年代中期、中国人労働者たちはアメリカ人が考える「女性の仕事」をしており、その外見から軟弱なイメージが存在していた。中国人労働者は中国で強制されていた辮髪を施し、絹の長い服を着ている者もいた。中国人男性は白人労働者の経済的脅威とされ、中国人が多くの「男性の仕事」に就くことを禁じる法案が可決され、当時中国人はクリーニング、料理人、保育士など白人が「女性の仕事」とみなす職業にしか就けなかった。
これはハリウッドで早川雪洲がセックス・シンボルとされていたことへの反動として広がっていったとされる。早川がハリウッドでセックス・シンボルとなり、見た目の良い彼が恋愛映画で主演して何百万人ものアメリカ人女性が早川との出会いを夢見て、彼の人気、セックス・アピール、贅沢な生活がアメリカ社会の白人や黒人の反発を招き、アジア人男性の容姿や魅力が劣るという差別的なステレオタイプが作り上げられ、黄禍論に発展していったとされる。
ドキュメンタリー『The Slanted Screen 』(2006年)の中で、フィリピン系アメリカ人監督Gene Cajayonは、『ロミオとジュリエット』を基にし、アリーヤがジュリエット役、ジェット・リーがロメオ役を務めたアクション映画『ロミオ・マスト・ダイ』(2000年)のエンディングの改訂について語った。オリジナルのエンディングではアリーヤが中国人俳優リーにキスをするのだが、都会の観客には合わなかった。そのため映画会社は固いハグに変更した。監督によると、アメリカでは東アジア人男性の性的なシーンを見るのを好まれない。アメリカのメディアではアジア人男性はフェミニン、あるいは性的なことを感じさせず描かれることが多い。

### 白人女性の敵

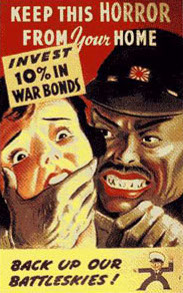
第二次世界大戦中、日本兵が白人女性を脅す反日プロパガンダのポスター

東アジア人男性は白人女性を脅かす存在に描かれることがある。20世紀になっても東アジア人男性は好色で攻撃的に描かれていた。ダイムノヴェルやメロドラマ映画において白人女性が奴隷にされることへの脅威が広められた。
第二次世界大戦前の1850年から1940年の間、大衆メディアやプロパガンダの双方で中国人役には人間味ある役、日本人役には兵隊の他、安全上の脅威や白人女性への性的危機を与える役で描かれた。女性の体はその民族の家や国のシンボルとして認知されていたのである。1916年の映画『Patria 』で、狂信的な日本人グループが白人女性をレイプするためにアメリカに侵略する。『Patria 』はウィリアム・ランドルフ・ハーストから資金提供を受けた自主映画であったが、ハーストの新聞社は黄禍論を公表したことで知られていた。その後アメリカは第一次世界大戦に突入していった。
『風雲のチャイナ』では白人女性を騙す「オリエント」として描かれた。メーガン・デイヴィス(バーバラ・スタンウィック)が宣教師ロバート・ストライク(ギャヴィン・ゴードン)と結婚し、彼の仕事を助けるため中国に向かう。駅で離ればなれとなり、メーガンはエン将軍(ナイルス・アスター)により助けられるがそのままさらわれる。メーガンは亡くなったものと思われたが、エン将軍はメーガンに夢中になり別荘に監禁する。

### 女性蔑視
東アジア人男性はミソジニーで女性に対し無神経、無礼というステレオタイプもある。東アジア人男性は白人男性より男女同権であるという研究結果も出ているが、東アジア人男性は西洋のメディアでは男性優越主義者として描かれることが多い。これはマイケル・クライトン著『ライジング・サン』、映画『ウルヴァリン:SAMURAI』でも描かれている。エイミ・タン著『ジョイ・ラック・クラブ』は批評家の称賛を受けている一方、アジア人男性の差別的ステレオタイプが永続するとしてフランク・チンなどアジア系アメリカ人から批判されている。

### 東アジア人男性への認識の変化
近年東アジア人男性の描かれ方は伝統的ステレオタイプから変化してきている。テレビ番組『LOST』では国際色豊かになり、テレビでの東アジア人の描かれ方が多次元的、複合的になっていくことを推し進めている。

## 東アジア人女性

### ドラゴン・レディ
東アジア人女性は攻撃的、性的日和見主義、金目当てで女の武器を使うと描かれることもある。西部劇の映画や文学でこのような狡猾な「ドラゴン・レディ」としての東アジア人女性が度々描かれている。ドラゴン・レディは「芙蓉娘」、「チャイナ・ドール」、「ゲイシャ・ガール」、戦争花嫁などの控えめなステレオタイプのイメージとは一線を画している。
近現代、ドラゴン・レディのステレオタイプはコメディ・ドラマ『アリー my Love』(1997年-2002年)でルーシー・リュー演じるリン・ウーによって描かれた。リンは冷淡、残忍な中国語を話す中国系アメリカ人弁護士であり、アメリカで知られていない快楽の知識を持っている。当時、この役がテレビに登場する唯一の主要な東アジア人女性役で、このステレオタイプに抗議する者は誰もいなかった。そのためリン・ウーの描き方は学術的注目を浴びた。ワイオミング大学アジア系アメリカ学教授ダレル・ハマモトはカリフォルニア大学デービス校にてリンについて「ソファでリラックスしながら平凡で無気力な日常から一時的に逃れるため、白人男性が作り上げたネオ・オリエンタリストの自己満足的なファンタジー」としつつ、「東アジア系アメリカ人女性は簡単な女ではないと白人主義のアメリカに力強いメッセージを送った」と語った。近年、ルーシー・リューはリン・ウー役を演じたことによってこのステレオタイプを広めたとして非難されている。

### チャイナ・ドール
「チャイナ(china)」には「中国」の他に「磁器」の意味がある。
作家シェリダン・プラッソによると、チャイナ・ドールのステレオタイプおよび従順な女性の様々なタイプはアメリカの映画に繰り返し登場している。「チャイナ・ドール、ゲイシャ・ガール、芙蓉娘タイプはおとなしく、素直、忠実、うやうやしい。女狐/ニュンペータイプはセクシー、コケティッシュ、操作的である。不実、日和見主義タイプ。売春/人身売買被害者/戦争/抑圧タイプは助けが必要な場合もある」。
20世紀、西洋での東アジア人女性のイメージは香港の女性を描いた1957年のイギリス小説および1960年のアメリカ映画『スージー・ウォンの世界』が基となった。1980年代、カリフォルニア大学バークレー校アジア系アメリカ学教授エレイン・キムは、東アジア人女性のおとなしいステレオタイプは経済変動を妨げると主張した。
他にイタリアのジャコモ・プッチーニ作曲、ルイージ・イッリカおよびジュゼッペ・ジャコーザ脚本による3幕物のオペラ『蝶々夫人』がある。日本人少女「蝶々さん」がアメリカ海軍士官ピンカートンと恋をし結婚する。ピンカートンは海軍の仕事を続けるために日本を離れ、その直後ピンカートンの知らぬ間に蝶々さんは出産する。蝶々さんはピンカートンが戻るのを心待ちにするが、ピンカートンは日本人女性との日本での婚姻を全く気にしていない。ピンカートンがアメリカ人妻を連れて日本に戻ると、自分と蝶々さんの間に子供がいることを知り、アメリカに連れ帰ることを提案する。傷心の蝶々さんは無慈悲なピンカートンに別れを告げ、自害する。
『蝶々夫人』は特に女性差別および人種差別の面で大きな批判を受けている。アメリカで最も多く上演されているオペラで、オペラ・アメリカが選ぶ北アメリカで最も多く上演されているオペラ20選の第1位となっている。2005年、シェリダン・プラッソは著書『The Asian Mystique: Dragon Ladies, Geisha Girls, & Our Fantasies of the Exotic Orient 』において、権威ある白人男性が東アジア人女性を支配下に置き、そして捨てて簡単に乗り換える、と記した。
1989年、『蝶々夫人』を基にし、クロード＝ミシェル・シェーンベルクとアラン・ブーブリルの脚本によるミュージカル『ミス・サイゴン』が初演された。『ミス・サイゴン』も人種差別および女性差別で批判されている。アジア人男性、アジア人女性、そして女性像についての描き方で抗議を受けている。ブロードウェイ初演時、前売券売り上げ2500万ドルを記録した。

### 不運で不幸なアジア人女性
『Asian Women in Film: No Joy, No Luck 』(映画の中のアジア人女性: 不運、不幸、の意)の著者で芸術家のジェシカ・ハジドーンによると、ハリウッド映画の黄金時代のアジア人女性は受け身で従順に描かれ、「良い」アジア人女性は純真、服従的、無口、そして好色に描かれていた。例えば『スージー・ウォンの世界』などの映画では主役のアジア人女性が白人男性の性の対象として描かれている。スージーは男性から殴られることに愛情を感じる純朴な売春婦として描かれている。このような描かれ方はアジア系アメリカ人の印象に影響を与え、ステレオタイプの深部、自己概念、ステレオタイプの承認からの不利益な影響を与える可能性もある。さらにモデル・マイノリティとして「良い」アジア系アメリカ人のステレオタイプで描かれている現在のシチュエーション・コメディにおいても、アジア系アメリカ人は中流階級の白人アメリカ人が思い描くイデオロギーに沿って受け身で従順に描かれている。

### タイガー・マザー
2011年1月、作家エイミー・チュアは中国系移民の典型的な親のタイプとして儒教に基づく育児法についての回想録『タイガー・マザー』を発表し、議論を巻き起こした。大規模な反発が起こりメディアの注目を浴び、世界中で育児法や文化の違いについての議論が起こった。さらにチュアは殺害予告、人種的中傷を受け、児童虐待を疑われた。ユダヤ人の母親や日本の教育ママとも似た典型的タイガー・マザーは、東アジア、南アジア、東南アジアの育児法を用いて子供を高成績、高学歴にさせようとする厳しい親であり、その結果、子供は社会的、身体的、精神的、感情的に損傷を受ける場合もある。

## 体格、身体的特徴のステレオタイプ
ダレル・Y・ハマモトはアメリカ社会にテレビや映画によって作り上げられた差別が浸透していると論じている。批評家たちは、アメリカのメディアは東アジア人の内眼角贅皮のある目を、好意的に「アーモンド型」、悪意的に「つり目」と表現するが、風刺としてマイナスのイメージを持たせていると批判している。さらに東アジア人は黄色または茶色っぽい肌色で描かれることも問題となっている。19世紀後期から20世紀初頭にかけて、北アメリカの白人ヨーロッパ人と有色のアジア系アメリカ人は否定的に比較されていた。東アジア人はストレートの黒髪を持ち、少年は坊ちゃん刈り、少女はおかっぱがステレオタイプとされている。文化、言葉、歴史、生理学上や行動学上でひとくくりにされがちである。東アジア人はほぼ例外なく、中国、日本、韓国のいずれかの出身と見なされる。また西洋に住む東アジア人には見た目を良くするため、そして西洋風に近づけるために整形手術をする者もいる。
文化評論家たちは、東アジア人は皆武術に長け、英語が話せず、運転が下手であるというステレオタイプも存在することを指摘している。また社交性に欠ける、あるいは逆にインドヨーロッパ語族などのように社交性に長けるというステレオタイプも存在する。また従順でおとなしく、知性があり、勤勉で、コンピューターに精通し、自分に厳しく、生産性があり、順法精神があり学力水準が高いとのステレオタイプもある。2010年、アジア系アメリカ人にはナードが多いと見なされる傾向があるという研究結果が出た。このステレオタイプは移民排斥の歴史によりイメージが低下したためとされる。
東アジア人は他の人種に比べて運動能力が低いというステレオタイプがある。これによりアメリカのプロ・スポーツ界において東アジア人は過小評価され、雇用の過程で差別が引き起こされる。2010年、プロのバスケットボール選手であるジェレミー・リンがNBAのドラフトでどのチームも指名しなかったのは人種が一因とされている。これについては『タイム』誌のスポーツ・ライターであるショーン・グレゴリーやNBAコミッショナーのデビッド・スターンなども主張している。2012年のアメリカの人口におけるアジア系アメリカ人の割合は6%であったが、NFLでは2%、MLBでは1.9%、NBAでは1%以下であった。
2人の研究者による心理的実験において、ステレオタイプに当てはまらず、職場で支配的な立場の東アジア人は同僚から歓迎されず、他の人種から否定的反応や嫌がらせを受ける可能性もあるという結果が出た。